# Zürichse Tram 2000
Tram 2000 is de naam van een tramtype dat door de Verkehrsbetrieben Zürich (VBZ) geëxploiteerde tram van Zürich gebruikt wordt. Het type is in een aantal uitvoeringen tussen 1976 en 1992 gebouwd. In de Zwitserse notatie dragen ze de namen Be 4/6, Be 2/4 en Be 4/8. Het basistype Be 4/6 werd aangevuld met een serie Be 4/6 zonder stuurstand en series Be 2/4 «Pony» maar verder ook door verbouwing ontstane en gedeeltelijk met lagevloer uitgeruste Be 4/8 «Sänfte».

## Geschiedenis
Het type Tram 2000 werd als opvolger van het Zürichse tramtype Be 4/6 Mirage ontwikkeld. In tegenstelling tot dit voorgaande model zijn alle zessasers van de Tram 2000 enkelgeleed, waarbij deze geleding op een jacobsdraaistel rust.
In de jaren 1976 tot en met 1978 werden zowel 45 zesassers (Be 4/6) met een stuurstand alsook 15 trams zonder geleverd. Er volgden bij een tweede levering van 1985 tot en met 1987 nog 53 Be 4/6 met daarbij 20 cabineloze motorwagens in vierassige uitvoering (Be 2/4), deze kregen de bijnaam Pony. Omdat bij de eerste serie de motorisering te zwak bleek te zijn, werden bij de tweede serie sterkere motoren ingebouwd.

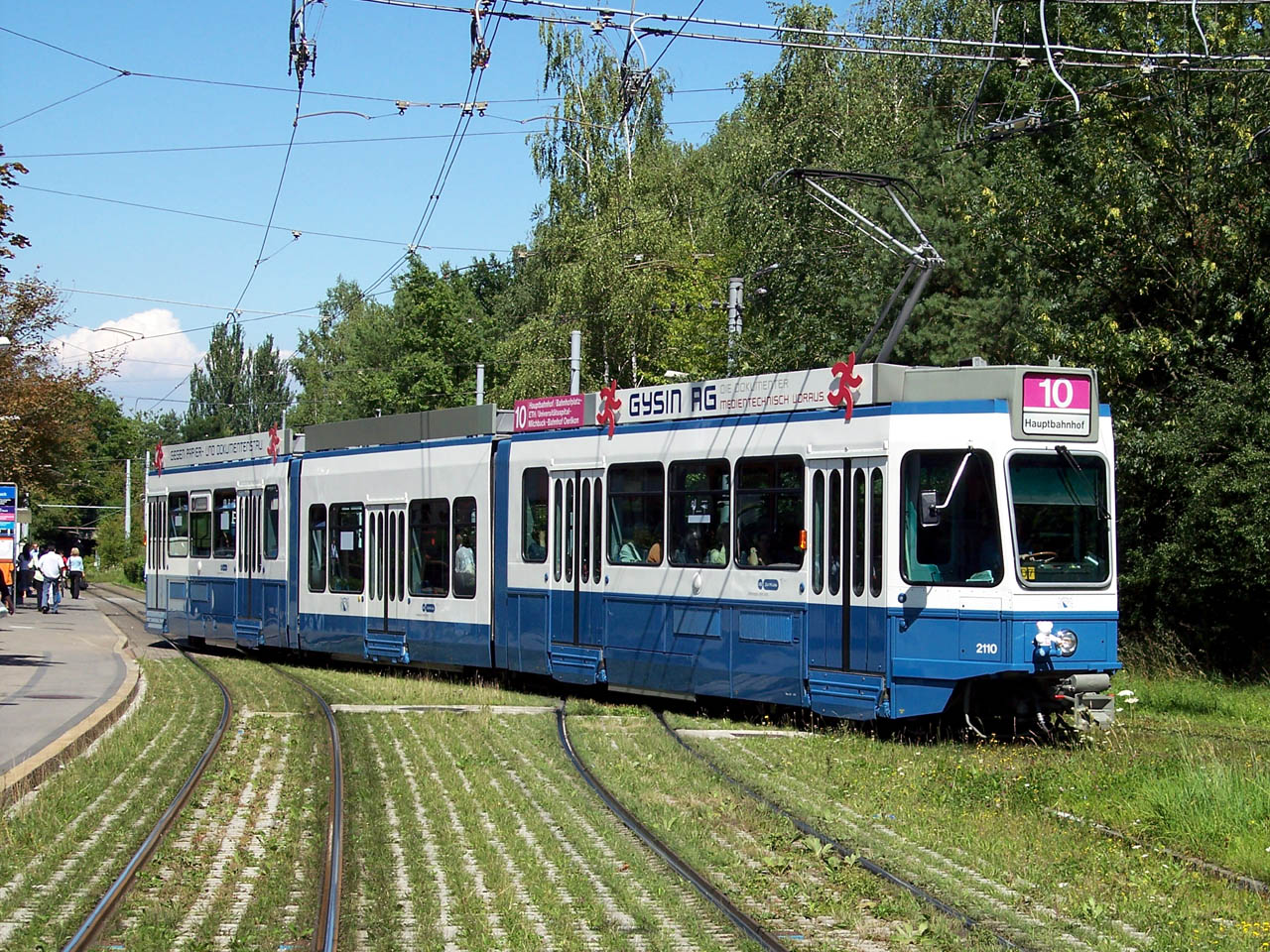
Een Be 4/8 Sänfte

Als derde reeks werden in 1991–1992 nog 23 stuks Be 4/6 en 15 stuks Be 2/4 Pony geleverd. Alle versies zonder stuurstand kunnen alleen gekoppeld rijden, dus als tweede wagen achter een Be 4/6; wel hebben ze aan beide zijden een hulpstuurstand. Om de capaciteit van het tramnet te verhogen en om —net als de vanaf 2001 nieuw geleverde Be 5/6 Cobra— een lage instap te kunnen bieden, werd in 1999 een prototype ontwikkeld. In 2004–2005 werden de overige trams Be 4/6 uit de derde serie met een derde lagevloermiddenbak verlengd, die ook op een extra draaistel rust. Het vermogen bleef gelijk, zodat deze serie minder snel kan optrekken. De verbouwde trams werden Be 4/8 hernoemd en zijn onder de bijnaam Sänfte bekend.

## Overzicht
Het type Tram 2000 bestaat sinds 2005 uit de volgende subtypes:
- Be 4/6 2001–2045 (1976–1978), 1e serie
- Be 4/6 2046–2098 (1985–1987), 2e serie
- Be 4/8 2099–2121 Sänfte (1991–1992), 2004–2005 uit de 3e serie Be 4/6 verbouwd
- Be 4/6 2301–2315 (1978), 1e serie, zonder stuurstand
- Be 2/4 2401–2420 Pony (1985–1987), 2e serie, zonder stuurstand
- Be 2/4 2421–2435 Pony (1992), 3e serie, zonder stuurstand

## Galerij

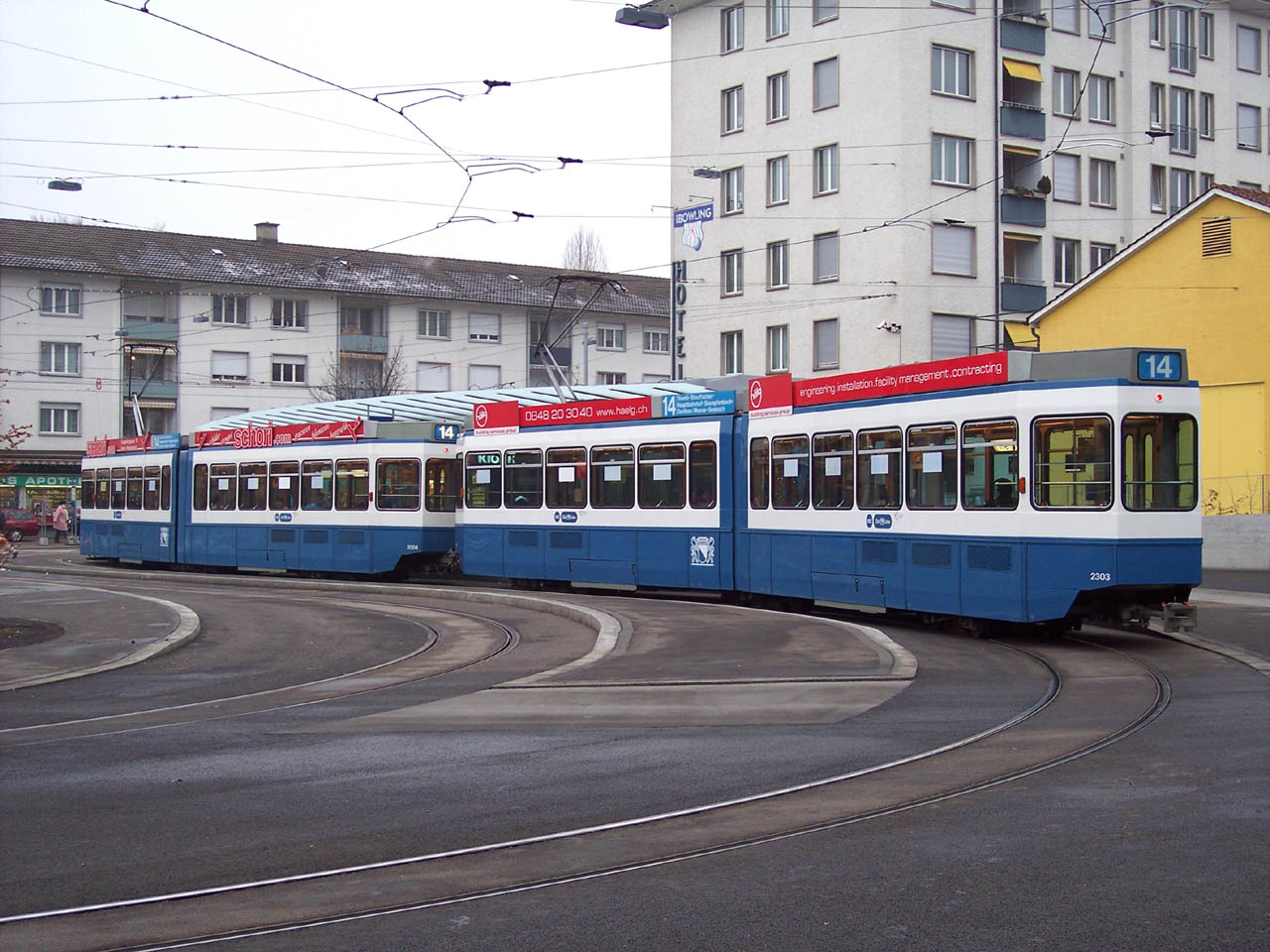
Achterzijde van een Be 4/6 zonder stuurstand
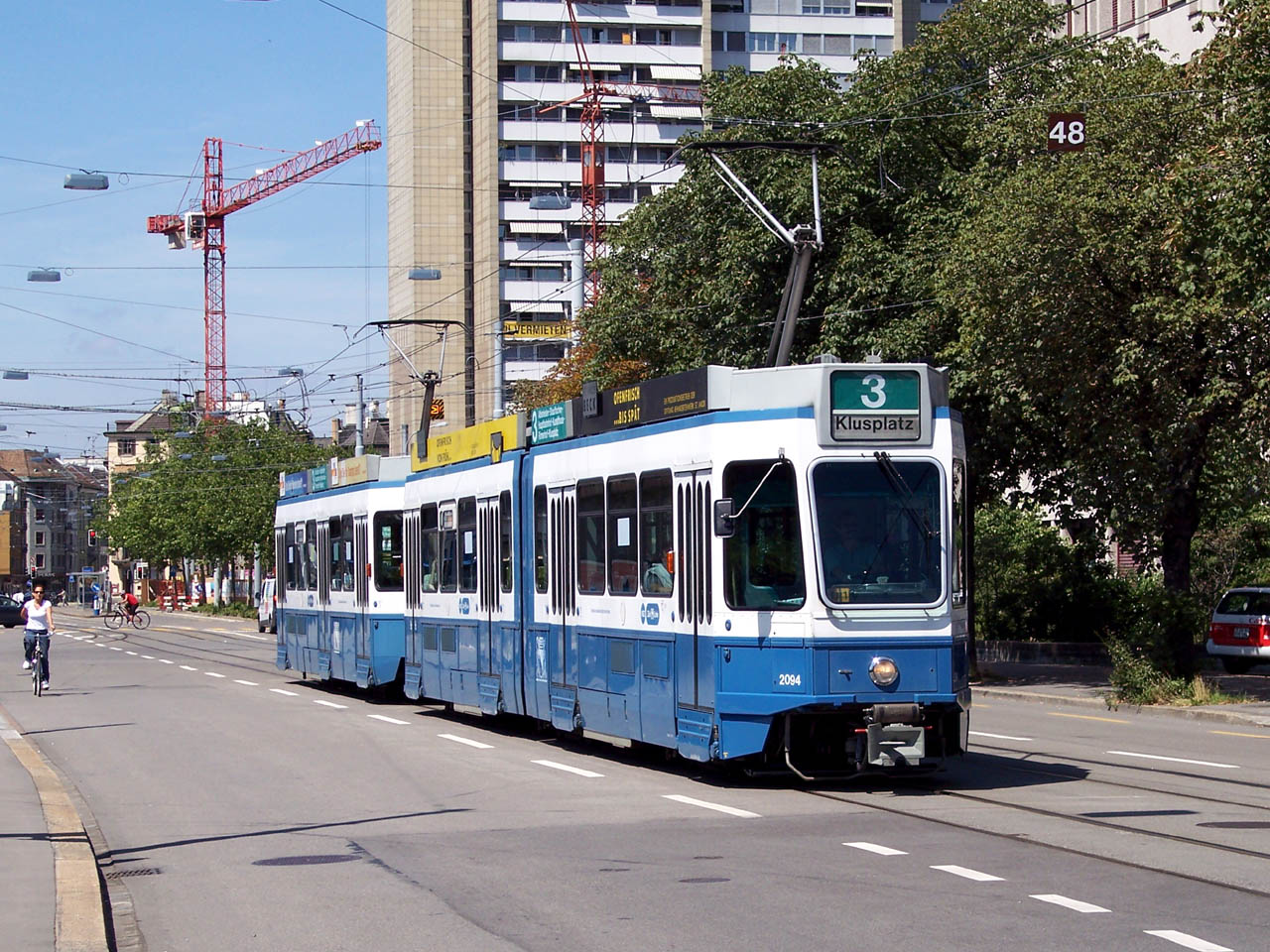
Combinatie van een Be 4/6 en een Be 2/4 Pony
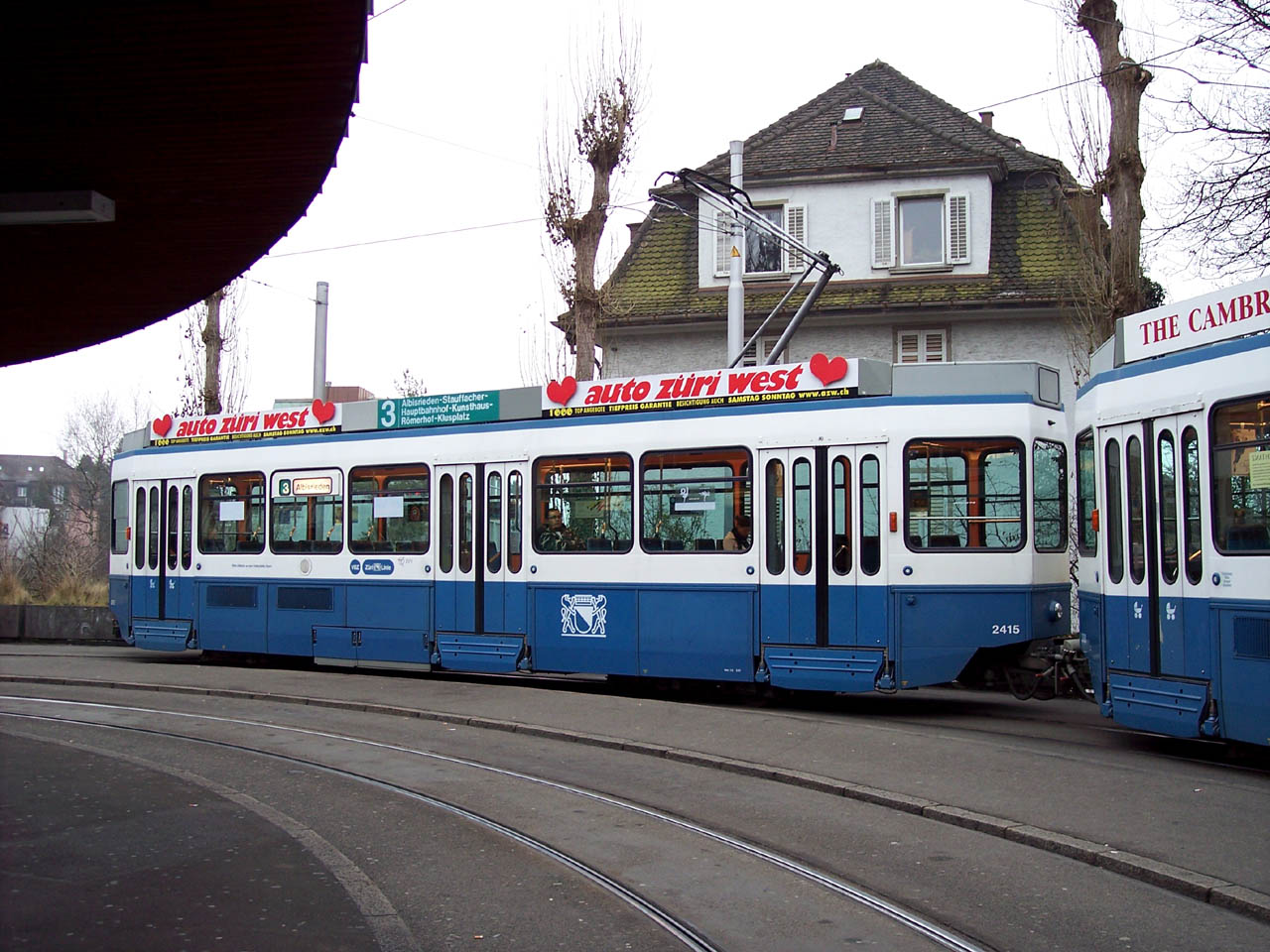
Een Be 2/4 Pony
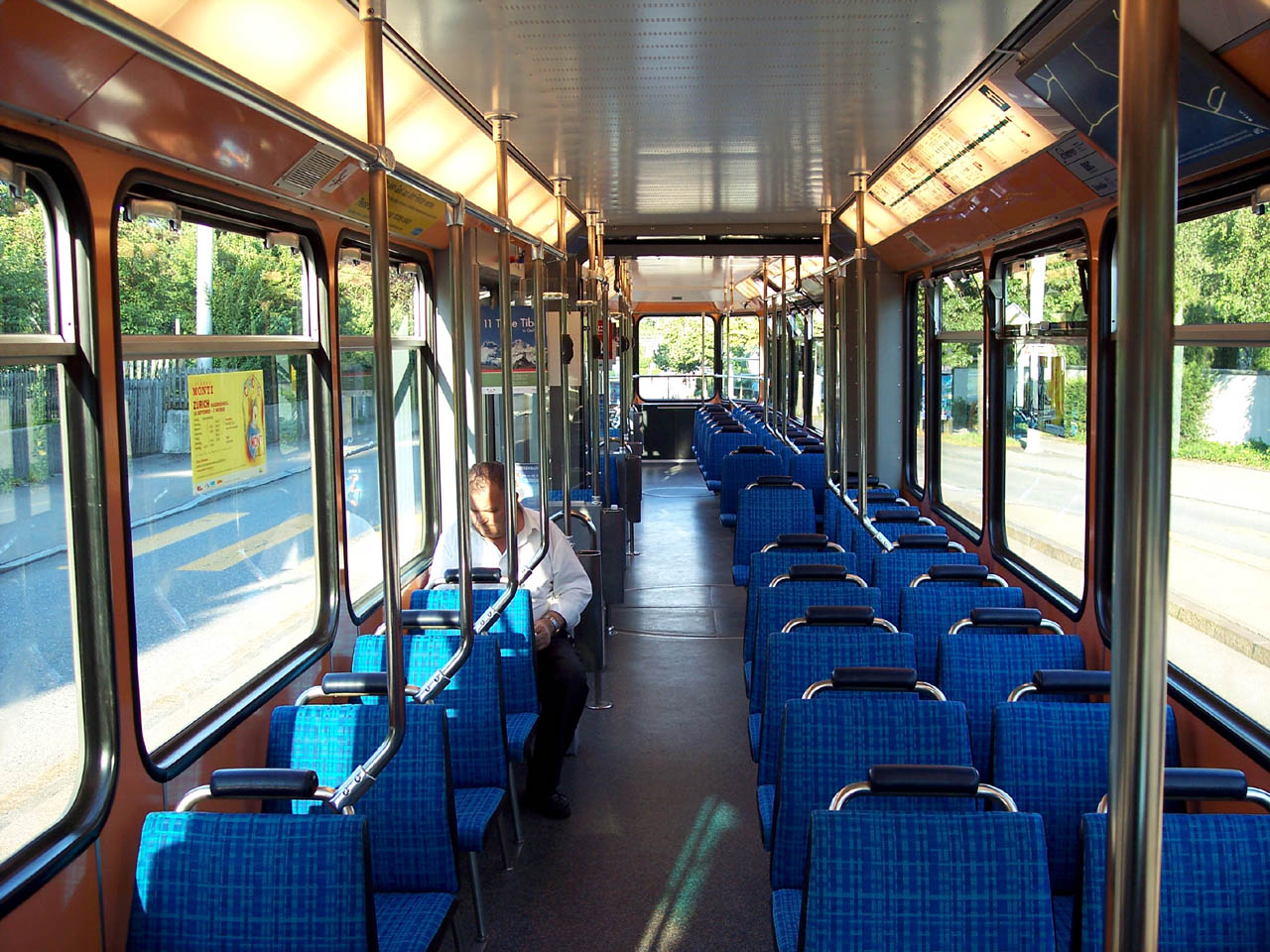
Interieur van een Be 4/6 uit de eerste serie
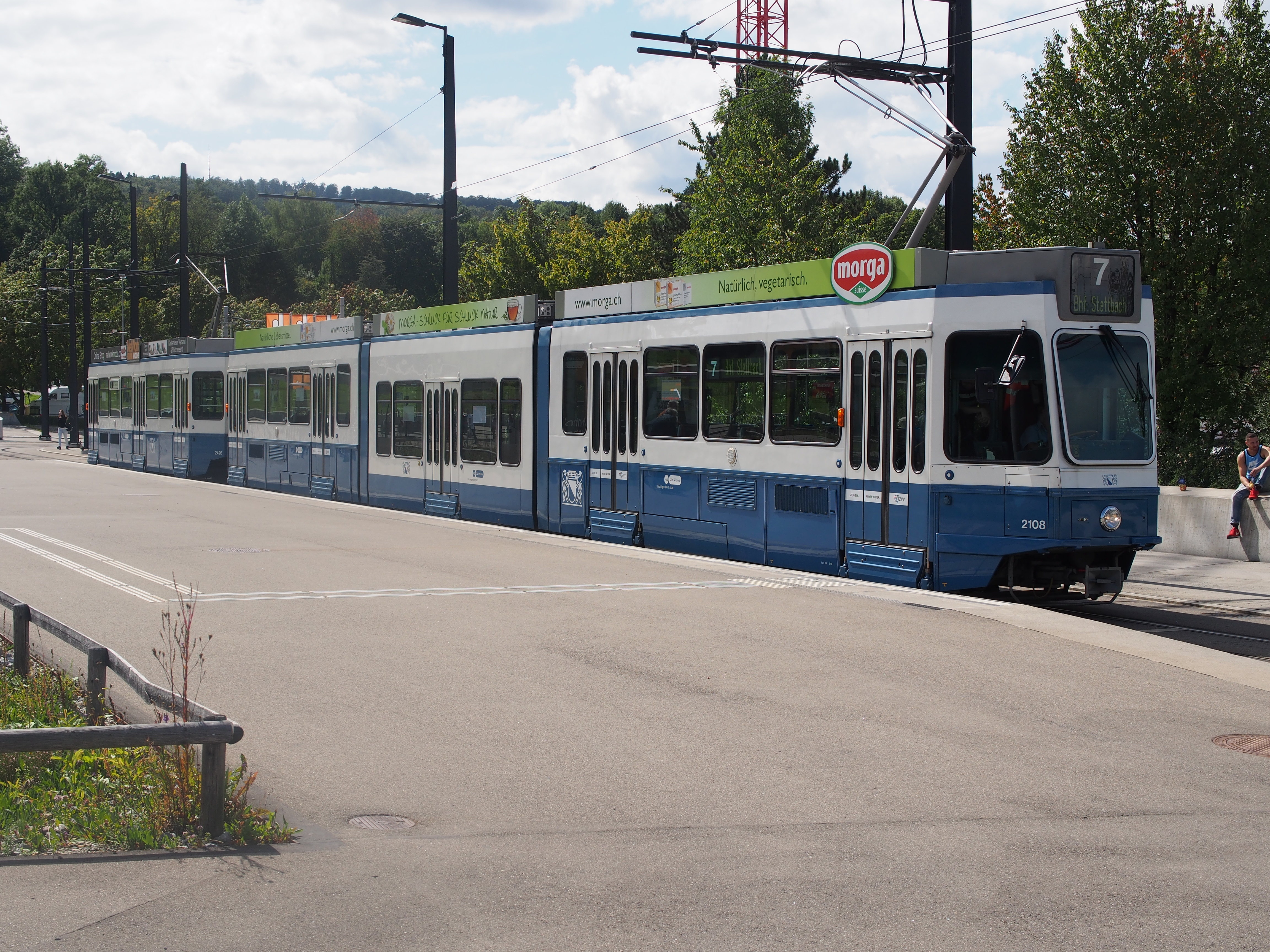
Een Be 4/8 Sänfte met een Be 2/4 Pony